# Юлия Старша
Юлия Старша (* октомври 39 пр.н.е.; † 14), известна на нейните съвременници като Julia Caesaris filia или Julia Augusti filia (на латински: IVLIA•CAESARIS•FILIA или на латински: IVLIA•AVGVSTI•FILIA) е единственото родно дете на император Октавиан Август. Тя е плод на втория брак на Август със Скрибония. В деня, в който Юлия се ражда, Август се развежда със Скрибония, за да се ожени за Ливия Друзила.
Веднага след раждането си тя е взета от биологичната си майка, с която Август се развежда в същия ден: Октавиан, в съответствие с римските порядки, изисква пълен родителски контрол над нея. След като става достатъчно голяма, тя е изпратена да живее при своята доведена майка Ливия и започва своето обучение като аристократично римско момиче.

## Бракове и деца
- 25 пр.н.е., Юлия се омъжва за своя братовчед Марк Клавдий Марцел. Той обаче умира след 2 години, през 23 пр.н.е. Няма деца от този брак.

- 21 пр.н.е., Юлия се омъжва за Марк Випсаний Агрипа. Имат следните деца:
  - Гай Юлий Цезар през 20 пр.н.е.
  - Випсания Юлия Агрипина, известна и като Юлия Младша, през 19 пр.н.е.
  - Луций Цезар през 17 пр.н.е.
  - Юлия Випсания Агрипина или Агрипина Старша (майка на император Калигула) през 14 пр.н.е.
  - Агрипа Постум (роден след смъртта на Агрипа).
- 11 пр.н.е., Юлия се омъжва за своя доведен брат Тиберий. От брака си имат 1 дете, което умира преди да порастне.

## Последни години
Последният брак на Юлия е обречен на пълен провал. Принуден да се разведе с първата си съпруга, Тиберий не успява да обикне Юлия, а и тя не полага усилия в тази насока. През 6 г. пр.н.е. тя убеждава баща си да им позволи да живеят отделно.
Уверена в своето светло бъдеще като дъщеря на императора, майка на неговите внуци и съпруга на приемника му, Юлия си позволява доста непристойсно поведение, което скандализира римското общество. Публична тайна са многобройните ѝ любовни похождения, а сред най-видните ѝ любовници са Семпроний Гракх и Юл Антоний – син на Марк Антоний, както и много други мъже от знатни семейства. На Юлия приписват участие в многобройни оргии, една от които се състояла през нощта на римския форум. През цялото време Август получава достоверни сведения за начина на живот на дъщеря си, но прекалено голямата му обич към нея не му позволява да я накаже. През 2 г. пр.н.е. търпението на Август се изчерпва. Юлия е арестувана по заповед на баща си. Август ѝ изпраща писмо от името на Тиберий, с което ѝ дава развод. Юлия е обвинена в разврат, измяна и заговор за убийството на Август. По последното обвинение я грози жестоко наказание – за отцеубийство Юлия трябвало да бъде хвърлена в р. Тибър, завързана в чувал с бясно куче, змия и петел. Печална е и съдбата на любовниците ѝ – Семпроний Гракх е прогонен от Рим, а през 16 г. е убит по заповед на Тиберий, а Юл Антоний принудили да се самоубие. Август помилва Юлия и заменя смъртната ѝ присъда със заточение на остров Пандатерия, чиято площ е 1.75 кв. км. Забранен бил достъпът до острова без позволението на императора. Позволение да сподели участта на Юлия получава единствено майка ѝ Скрибония, която заминава заедно с нея. През 7 г. Август позволява на Юлия и Скрибония да напуснат острова и да се заселят в Регия (съвр. Реджо ди Калабрия, Италия). След смъртта на Август Тиберий намалява средствата, отпускани за издръжката на Юлия, и тя умира от глад скоро след баща си. Според друга теория Юлия умира от мъка, след като научава за смъртта на последния си син Агрипа Постум.
По време на управлението си император Калигула, недоволен от произхода си от Агрипа, разпространил слуха, че майка му Агрипина е дъщеря на Юлия от връзката ѝ със собствения ѝ баща – император Август.